# Nançay
Nançay é uma comuna francesa na região administrativa do Centro, no departamento Cher. Estende-se por uma área de 112 km². Em 2010 a comuna tinha 854 habitantes (densidade: 7,6 hab./km²).